# こううんりゅうすい〈徐福〉
『こううんりゅうすい〈徐福〉』（こううんりゅうすい じょふく）は、本宮ひろ志による日本の漫画。『グランドジャンプ』（集英社）にて、2017年4号より2019年23号まで連載された。2019年開始の第二部は『こううんりゅうすい〈信長〉』（こううんりゅうすい のぶなが）とタイトルが変わる。

## 物語
秦の始皇帝の命で不死の仙薬を探すため日本に渡った徐福が、苦難を乗り越えて不老不死の力を得てから、日本や世界の歴史の流れを見守っていく。やがて、徐福の子孫の一部にも特殊な能力や不老不死の力を得る者が現れてくるが、そのうちの一人である織田信長は現代社会に積極的に関与していくことになる。

## 主要登場人物

### 主人公たち
徐福
始皇帝の命を受け、3,000人の童男童女や技術者を伴い日本に渡る。程なく始皇帝の訃報を受け、現地の民と共に生きる道を選び、予知能力を持つ女性・ヒミと結ばれるが、不老不死を求める夢が再燃し、一人蓬莱の地に赴き、2500年生きたという仙人から不老不死の法を授かる。
卑弥呼
徐福とヒミの子孫。ヒミ同様予知能力を持ち、村の祭主となる。
のちに徐福と運命を共にするため、徐福と同じ方法で不老不死となる。
現代および2530年には、スーツにハイヒール、トレンチコートや長靴など洋装のスタイルに変わる。
秦の始皇帝（嬴政）
不死の仙薬が届かぬうちに病死し埋葬されるが、それまで色々試していた仙術により不死の力を得ていたため秦滅亡後に蘇生を果たす。暴虐だった性格は若干丸くなり、再会した徐福とは行動を共にすることもある。
姿は老人のままで時折陵墓内の水銀で満たされた棺の中で眠りにつく一方、天変地異を起こす能力も得ている。
厩戸皇子
卑弥呼の一族で後継者となった台与が高天原出身の一族と結ばれ、大和朝廷を築いたため、彼もまた徐福とヒミの子孫である。自身に瓜二つの男を身代わりに死を偽装し、不老不死の法を行うが年齢が退行し子供の姿となる。徐々に成長し、現代では青年といえる外見となっている。徐福と共に行動している中では時代の変遷に対する適応力が高く、ロボットを制作するなどハイテクにも詳しい。
隕石衝突後の2530年には、近未来的な宇宙服を着用。火星の地下で人類と機械の共存社会を築いている。
織田信長
現代日本に現れ、組織暴力の集団を率いる。あらゆる武器が身体を通さない。
2530年でも、戦国当時からの西洋甲冑を愛用している。
坂本龍馬
終戦直後の時期に現れた男。信長同様にあらゆる武器が身体を通さない。2530年になっても日本の将来を憂い、和服を着用している。

### 内外の統治者
隋の煬帝（楊広）
隋の第2代皇帝。史実どおり倭からの国書に激怒する。
唐の高祖（李淵）
隋の将軍、のち唐の初代皇帝。突厥軍との戦場で徐福たちと会っている。
大海人皇子（天武天皇）
天智天皇の大皇弟。のち第40代天皇。
アメリカ大統領
核廃絶を巡る政争と、主人公たちによる実力行使に敗れ辞任。世界は国際会議による合議制の方向に向かう。
オーディン
2530年に地球帝国会議を仕切る人工知能(AI)。自らを神と称し、火星開発から人類を排除しようとする。人工頭脳を破壊された後は、あらかじめ隔離しておいた女性型の人間体に移り、主人公たちと共に宇宙に旅立つ。

## 書誌情報
- 本宮ひろ志『こううんりゅうすい』集英社〈ヤングジャンプコミックス〉、全8巻
  1. 2017年11月17日発売、ISBN 978-4-08-890715-4
  2. 2017年11月17日発売、ISBN 978-4-08-890790-1
  3. 2018年4月19日発売、ISBN 978-4-08-891004-8
  4. 2018年6月19日発売、ISBN 978-4-08-890715-4
  5. 2018年12月19日発売、ISBN 978-4-08-891148-9
  6. 2019年3月19日発売、ISBN 978-4-08-891250-9
  7. 2019年8月19日発売、ISBN 978-4-08-891360-5
  8. 2020年1月17日発売、ISBN 978-4-08-891456-5

  - 5巻までが『こううんりゅうすい〈徐福〉』、6巻が『こううんりゅうすい〈徐福〉〈信長〉』、7巻・8巻が『こううんりゅうすい〈信長〉』。